# Панов, Николай Андреевич
Николай Андреевич Панов (1861—1906) — русский поэт, прозаик, журналист.

## Биография
Родился 11 (23) мая 1861 года в крестьянской семье в селе Софьино Самарского уезда Самарской губернии (ныне Приволжский район Самарской области).
Рано лишился отца. В 1869 году мать отвезла его в Сызрань и поместила в приходскую школу, откуда он вскоре перешёл в уездное, а затем в реальное училище. В Сызрани Панов начал сочинять. Самые ранние из опубликованных стихотворений Панова помечены 1877 годом, в печати же они появились в 1881 году (в  «Игрушечке»  и  «Ниве»). В 1882 году вышел в свет его поэтический сборник «Песни и думы» (Санкт-Петербург: тип. А. С. Суворина, 1882), из которого широкое распространение получила «Травушка-муравушка».
В 1891 году Панов работал корреспондентом в газете «Сызранский листок объявлений»; с 1 октября 1892 года, когда открылась Лермонтовская библиотека в Пензе был в ней несколько месяцев библиотекарем, с 1893 года — в Петербурге: в должности секретаря редакции журнала «Колосья» и в редакции журнала «Семьянин».
В 1896 году вышло наиболее полное прижизненное собрание его произведений — «Гусли звончаты» (Санкт-Петербург: тип. инж. Г. А. Бернштейна, 1896). Кроме стихотворений он писал рассказы, статьи, фельетоны, выпустил роман в стихах «Владимир Волгин» (Санкт-Петербург: тип. К. Л. Пентковского, 1900), комедию «Их торжество».
Всего он выпустил шесть поэтических сборников, пьесу и роман в стихах.

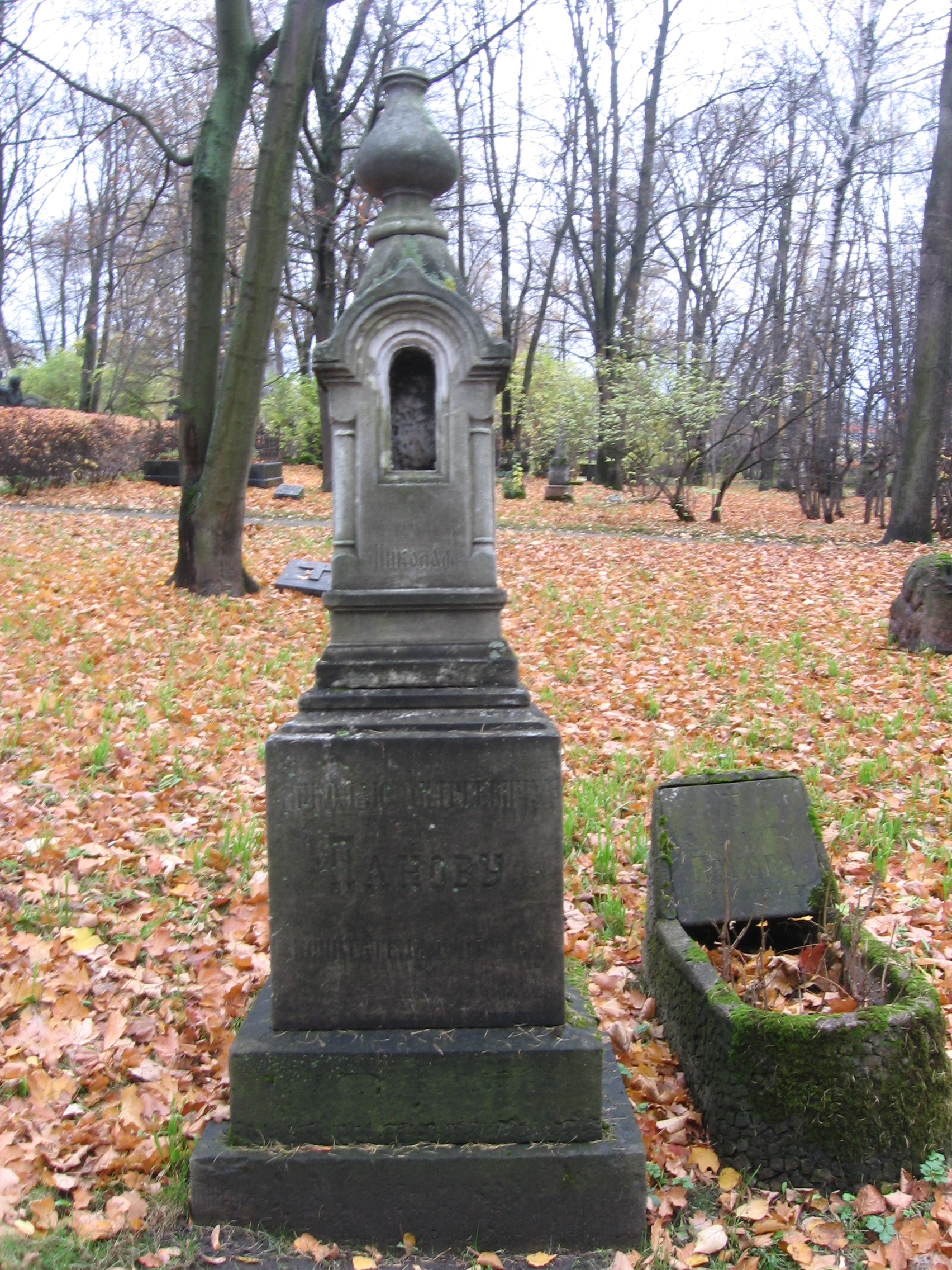
Надгробие Н. А. Панова на Литераторских мостках

В своём творчестве Н. А. Панов ориентировался на фольклор. На основе бурлацких припевов им было написано «стихотворение» — аналог известной Дубинушки. Некоторые его стихи были положены на музыку малоизвестными композиторами.
Жизнь поэта была тяжелой; он сильно бедствовал. Об этом свидетельствует его переписка и воспоминания современников. Так, в письме к редактору журнала «Беседа» И. И. Ясинскому 22 марта 1906 года Панов сообщал, что остался без работы и просит его напечатать в «Беседе» стихотворение «Дорожная гроза». Через несколько дней, 28 марта, в письме к Картавову он написал: «Убедительно прошу Вас дать пятьдесят рублей в счет уплаты за мою книгу о Некрасове. Поверьте, очень нуждаюсь… и вот уже с месяц не имею никакой работы. Ради бога выручите, не оставьте к празднику без денег. Просимую сумму вручите подательнице сего письма Александре Игнатьевне, моей жене. Уважающий Вас Н. Панов». Неизвестно, откликнулся ли на этот крик души Картавов.
Умер Н. А. Панов в больнице для чернорабочих 29 августа 1906 года. Похоронен на Литераторских мостках Волковского кладбища. После смерти Н. А. Панова, в 1907 году, вышел сборник: «Вперёд!: Стихотворения последних лет» — с портретом и факсимиле автора.
Ныне в Пензе присуждаются три премии его имени библиотекам за заслуги в продвижении книги и чтения.